# Ainetos (Mythologie)

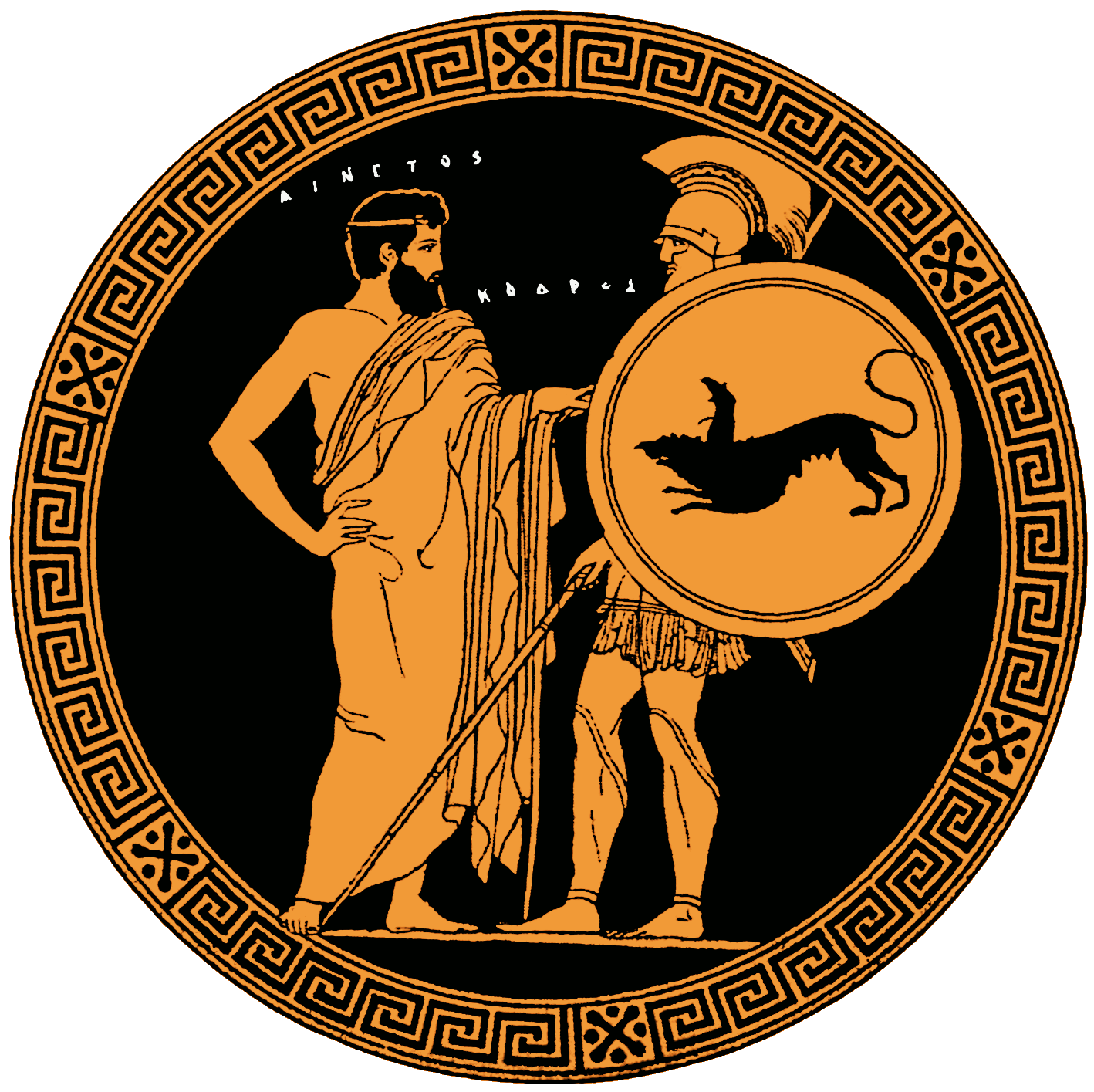
Kodros-Schale: links Ainetos, rechts Kodros

Ainetos (altgriechisch Αἴνητος Aínētos), Sohn des Deion und der Diomede, ist eine Gestalt der griechischen Mythologie.
Er war ein attischer Heros, ebenso wie seine Brüder Kephalos, Aktor und Phylakos, seine Schwester ist Asterodeia.
Eine frühe Darstellung des Ainetos findet sich auf der „Kodros-Schale“ aus dem 5. Jahrhundert v. Chr., der Namenvase des Kodros-Malers.